# VR6-motor
VR6 är en typ av V-motor som förekommer i framförallt Volkswagen-bilar. Den finns i storlekar om 2,8 liter på 174hk samt 2,9 liter på 190hk. Eftersom vinkeln inte är lika stor som en konventionell V-motor (15° istället för 60° eller 90°) har den bara ett topplock. Detta har gjort den kan kallas för en "rak V6:a" då den kan ses som ett mellanting mellan en rak motor och en V-motor.
VR6 har använts i många olika Volkswagen-modeller, till exempel Volkswagen Golf, Volkswagen Passat, Volkswagen Sharan och Volkswagen Corrado.
Även en 5-cylindrig VR5-motor förekommer. Den har 2,3 liters slagvolym och kan sägas vara en kapad version av VR6.
Volkswagen var dock inte först med detta motorkoncept; Lancia var före och använde detta koncept från 1922 till 1976.